# Dobésilate de calcium
Le dobésilate de calcium est une molécule synthétique composée de sel calcique de dobésilate. Il est utilisé comme médicament de type veinotonique et a été proposé dans le traitement de l'insuffisance veineuse, de la pathologie hémorroïdaire et de la rétinopathie diabétique.

## Efficacité
Dans l'insuffisance veineuse, il a probablement un effet symptomatique, notamment sur l'œdème. Dans la pathologie hémorroïdaire, il aurait un effet sur les symptômes. Dans la rétinopathie diabétique, il ne prévient pas l'apparition d'une maculopathie. Dans les microangiopathies, il a été démontré une diminution de la progression tant de la rétinopathie diabétique que de la néphropathie diabétique.

## Tolérance
Concernant les effets indésirables, dans de rares cas de la fièvre, des troubles digestifs (nausée, diarrhée), des douleurs articulaires et dans de très rares cas, une agranulocytose ont été rapportés. La présence de sulfite induit un possible risque de réactions allergiques, anaphylactiques et de bronchospasme. C'est un médicament globalement bien toléré, les quelques cas d'agranulocytose pourraient être attribués à des biais méthodologiques.

## Situation en France
En France, ce médicament est commercialisé sous le nom Doxium et a une autorisation de mise sur le marché pour les deux indications suivantes :
- amélioration des symptômes en rapport avec l'insuffisance veinolymphatique ;
- utilisation dans les baisses d'acuité et troubles du champ visuel présumés d'origine vasculaire.

Son service médical rendu est classé insuffisant en 2005 pour ces deux indications.